# Mesophiomusium
Mesophiomusium is een geslacht van uitgestorven slangsterren uit de familie Ophiolepididae. Vertegenwoordigers van dit geslacht zijn slechts als fossiel bekend.

## Soorten
- Mesophiomusium decipiens Jagt, 2000 †
- Mesophiomusium kianiae Thuy, 2005 †
- Mesophiomusium moenense Kutscher & Jagt, 2000 †
- Mesophiomusium paragraysonensis (Taylor, 1966) †
- Mesophiomusium scabrum (Hess, 1962) †
- Mesophiomusium sinemurensis (Kutscher & Hary, 1991) †